# 洛斯·卡亚卡斯

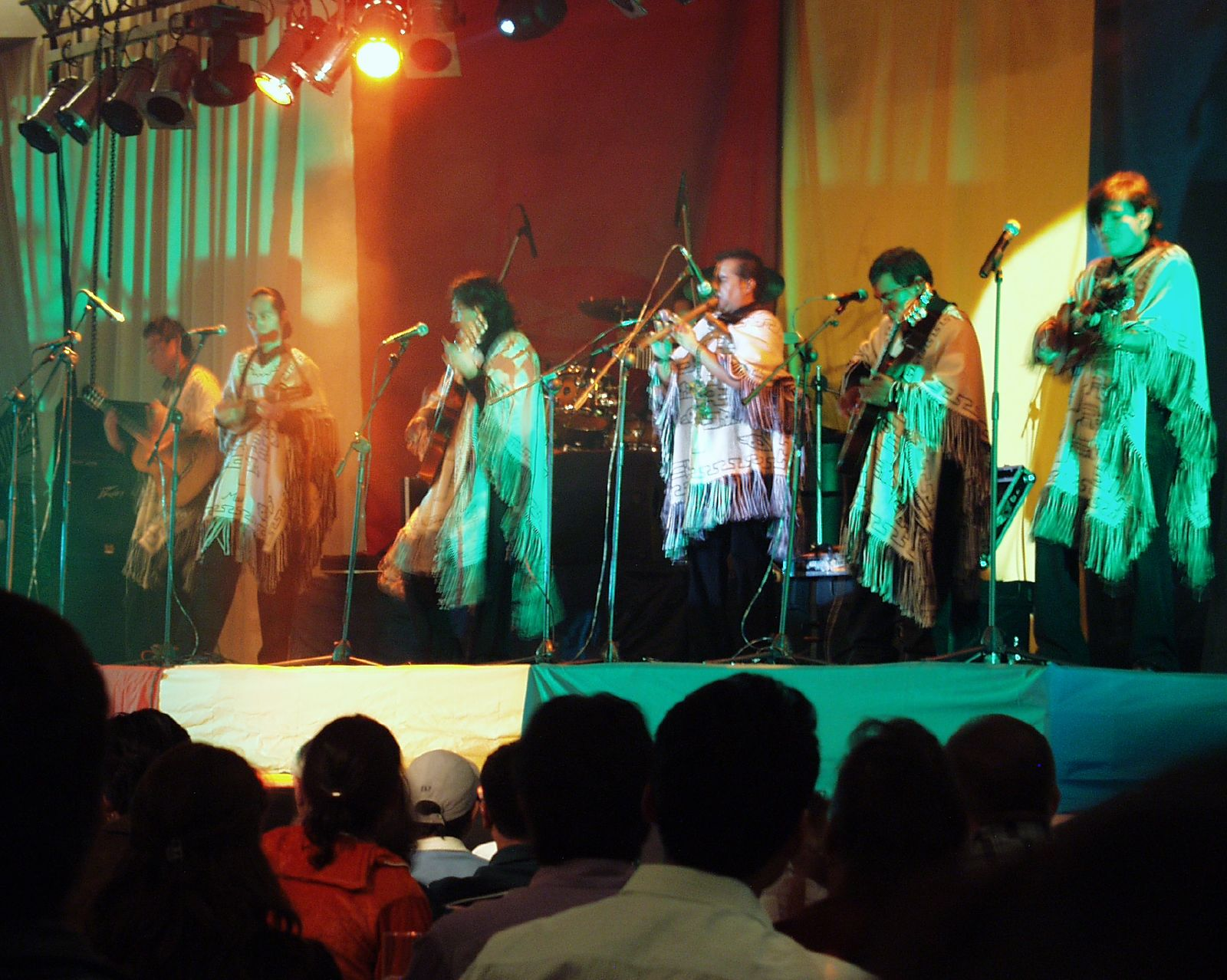
洛斯·卡亚卡斯

洛斯·卡亚卡斯（英语：Los Kjarkas）是一支玻利维亚的民间音乐乐队，成立于1971年。该乐队由Hermanos Hermosa兄弟（Gonzalo Hermosa和Ulises Hermosa）创立，他们在当地的音乐场馆和音乐学院学习音乐，并将传统的安第斯民谣融合到他们的音乐中。

## 风格
Los Kjarkas的音乐融合了玻利维亚的安第斯音乐、印第安音乐、西班牙音乐和现代音乐等元素，创造出富有活力和感染力的音乐风格。他们使用传统的玻利维亚乐器，如夏尔卡（charango）和卡纳（quena），以及现代乐器，如吉他和鼓等，来营造出独特的音乐氛围。Los Kjarkas的歌曲通常以社会问题、爱情、信仰和文化等主题为基础，歌词既具有深刻的社会意义又充满了情感和艺术性。他们的音乐在南美洲和世界各地都有着广泛的影响力。

## 著名曲目
Jean Karakos和Olivier Lorsac未经授权翻录了他们的歌曲《在泪水中离开》，即Kaoma风靡全球的《Lambada》。在一次成功的诉讼后，Kaoma支付了使用这首歌的费用。该歌曲还被Don Omar的《Taboo》和Jennifer López的单曲《On the Floor》所采样。此外，《Wayayay》还被Tarkan翻唱为 《Gelip Te Halimi Gördün Mü ?》（土耳其语“你有没有来看看我的情况？”）在1992年的专辑《Yine Sensiz》（土耳其语“又没有你”）。